# Донні Робінсон
Донні Робінсон  (англ. Donny Robinson, 17 червня 1983) — американський велогонщик, олімпійський медаліст.

## Виступи на Олімпіадах
| Олімпіада  | Дисципліна | Місце |
| ---------- | ---------- | ----- |
| Пекін 2008 | BMX        | 3     |